# Aux confins de l'étrange
Pour la collection des Éditions du Rocher, voir Aux confins de l'étrange (collection).
Aux confins de l'étrange (titre original : Impossible Things) est un recueil de nouvelles de Connie Willis publié en janvier 1994.
L'avant-propos est signé Gardner Dozois et chaque nouvelle est introduite par l'auteur elle-même.
Le recueil a reçu le prix Locus 1994 du meilleur recueil de nouvelles.

## Nouvelles
Les indications de pages sont celles du recueil paru chez J'ai lu, n°3975, en 1995.

### Le Dernier des Winnebago
- Titre original : (en) The Last of the Winnebagos
- Année de parution : 1988
- Année de traduction en français : 1992
- Situation dans le recueil : p. 17 à 91.
- Remarque :
- Principaux personnages :
- Résumé :

### Même sa Majesté
- Titre original : (en) Even the Queen
- Année de parution : 1992
- Année de traduction en français : 1995
- Situation dans le recueil : p. 95 à 120.
- Remarque :
- Principaux personnages :
- Résumé :

### Le Rayon de Schwarzschild
- Titre original : (en) Schwarzschild Radius
- Année de parution : 1987
- Année de traduction en français : 1995
- Situation dans le recueil : p. 123 à 149.
- Remarque :
- Principaux personnages :
- Résumé :

### Ado
- Titre original : (en) Ado
- Année de parution : 1988
- Année de traduction en français : 1995
- Situation dans le recueil : p.153 à 165.
- Remarque : Nouvelle la plus courte du recueil.
- Principaux personnages :
- Résumé :Dans une salle de professeurs d'un lycée, l'enseignant d'un cours de littérature doit choisir avec soin quelle œuvre de William Shakespeare il souhaite étudier avec sa classe. Malheureusement, une élève a rappelé la liste de recommandations de divers groupes d'influences, ce qui limite ses options. Malgré le fait d'avoir choisi le texte le moins problématique (Hamlet), le professeur doit continuer à sabrer acte après acte, scène après scène, tirade après tirade, divers passages censurés par les lobbys. Il finit par obtenir un texte famélique, loin du message original de l'auteur.
- Titre : Le titre de la nouvelle provient d'une comédie de Shakespeare (Beaucoup de bruit pour rien, en anglais Much Ado About Nothing), lui-même justement limité à un seul mot (Ado, correspondant bruit de la traduction connue du titre, ), retirant toute compréhension hors du contexte.

### Pogrom spatial
- Titre original : (en) Spice Pogrom
- Année de parution : 1986
- Année de traduction en français : 1995
- Situation dans le recueil : p. 169 à 284.
- Remarque : La nouvelle est la plus longue du recueil.
- Principaux personnages : Monsieur Okeefenokee (extraterrestre), Christine (dite « Chris »), Stewart, Pete Hutchins, Charmaine, Molly et Bets (enfants).
- Résumé : Dans la station spatiale Sony, la surpopulation crée du stress et des conflits. La situation s'est encore plus tendue depuis qu'on héberge une délégation d'extraterrestres, dont « monsieur Okeefenokkee » est l'un des principaux membres. Le récit suit la vie au quotidien d'une jeune femme, Chris, qui doit théoriquement épouser Stewart. Néanmoins l'arrivée de l'extraterrestre, qu'on loge d'office chez elle, change ses perspectives : elle se rend compte que Stewart ne l'aime pas qu'elle n'est pas amoureuse de ce dernier, mais qu'en revanche elle est attirée par Pete Hutchins. Elle évite de justesse d'être expulsée de son petit logement à l'initiative de deux enfants méchantes, Molly et Bets, qui rêvent de découvrir Steven Spielberg, dont une rumeur dit qu'il serait dans la station spatiale afin de rechercher des acteurs ou actrices pour son prochain film. Chris se marie en fin de compte avec Pete Hutchins, et monsieur Okeefenokee fait un beau cadeau de mariage au couple.
- Titre : Le titre de la nouvelle vient du fait que l'extraterrestre prononce l'expression « programme spatial » avec un fort accent étranger, sous la forme « pogrom spatial » (le titre anglais, « Spice Pogrom » / « Pogrom Épicé », fait référence à « Space Program »).

### Conte d'hiver
- Titre original : (en) Winter's Tale
- Année de parution : 1987
- Année de traduction en français : 1995
- Situation dans le recueil :
- Remarque :
- Principaux personnages :
- Résumé :

### Hasard
- Titre original : (en) Chance
- Année de parution : 1986
- Année de traduction en français : 1995
- Situation dans le recueil :
- Remarque :
- Principaux personnages :
- Résumé :

### À la fin du Crétacé
- Titre original : (en) In the Late Cretaceous
- Année de parution : 1991
- Année de traduction en français : 1995
- Situation dans le recueil :
- Remarque :
- Principaux personnages :
- Résumé :

### Temps mort
- Titre original : (en) Time Out
- Année de parution : 1989
- Année de traduction en français : 1994
- Situation dans le recueil :
- Remarque :
- Principaux personnages :
- Résumé :

### Rick
- Titre original : (en) Jack
- Année de parution : 1991
- Année de traduction en français : 1995
- Situation dans le recueil :
- Remarque :
- Principaux personnages :
- Résumé :

### Au Rialto
- Titre original : (en) At the Rialto
- Année de parution : 1989
- Année de traduction en français : 1995
- Situation dans le recueil : p. 543 à 575.
- Remarque :
- Principaux personnages :
- Résumé :

## Récompenses
- Prix Hugo[1]
  - Le Dernier des Winnebago gagne le prix du meilleur roman court 1989
  - Même sa Majesté gagne le prix de la meilleure nouvelle courte 1993
- Prix Nebula[2]
  - Le Dernier des Winnebago gagne le prix du meilleur roman court 1988
  - Au Rialto gagne le prix de la meilleure nouvelle longue 1989
  - Même Sa Majesté gagne le prix de la meilleure nouvelle courte 1993
- Prix World Fantasy[3]
  - Hasard nommé en 1987
- Prix Locus[4]
  - Hasard nommé en 1987
  - Pogrom spatial nommé en 1987
  - Le Rayon de Schwarzchild et Conte d'hiver nommés en 1988
  - Le Dernier des Winnebago nommé en 1989
  - Au Rialto et Temps mort nommés en 1990
  - À la fin du Crétacé et Rick nommés en 1992
  - Même sa Majesté gagne le prix de la meilleure nouvelle courte 1993
  - Le recueil dans son ensemble gagne le prix du meilleur recueil de nouvelles 1994

## Éditions françaises
- J'ai lu, coll. « Science-Fiction » no 3975 en 1995  (ISBN 2-277-23975-5 et 978-2-277-23975-8) réédité en 1999, traduction de Jean-Pierre Pugi.

### Nouvelles publiées séparément
- Hasard (traduction de Simon Lhopiteau)
  - Futurs à bascule / Isaac Asimov présente [9] (Pocket n°5379) en 1994  (ISBN 2-266-06147-X et 978-2-266-06147-6)
- Ado
  - Une histoire de la science-fiction [4] (1982-2000 le renouveau) (Librio n°437) en 2000  (ISBN 2-290-30874-9 et 978-2-290-30874-5)
  - Nouvelles des siècles futurs (Omnibus) en 2004  (ISBN 2-258-05611-X et 978-2-258-05611-4)
- Le Dernier des Winnebago (sous le titre La Dernière Caravane, traduction de Maryvonne Ssossé)
  - Futurs tous azimuts / Isaac Asimov présente [5] (Pocket n°5375) en 1992  (ISBN 2-266-04271-8 et 978-2-266-04271-0)
- Le Rayon de Schwarzchild
  - Étonnants voyageurs (Hoëbeke) en 2000  (ISBN 2-84230-107-2 et 978-2-84230-107-1)